# 蓬萊狹胸白天牛
蓬萊狹胸白天牛（学名：Olenecamptus formosanus），又名高砂白天牛，为天牛科白天牛屬下的一个鞘翅目昆蟲物种，由Maurice Pic於1914年描述。其种加词“formosanus”意为“台湾的”。

## 變種
本物種有一個變種，是：Olenecamptus formosanus var. decemmaculatus。

## 分佈
本物種分佈於東亞的台灣、韓國和日本。